# Chorvátske rameno
Chorvátske rameno je kanál a chráněný areál v Bratislavě-Petržalce, slepé rameno Dunaje. S délkou 5138 metrů, nadmořskou výškou maximálně 129,48 metrů a minimální 127,93 metrů a maximální výškou hladiny 1,5 metru plní ochrannou funkci drenážního kanálu v bývalém rameni Dunaje v Petržalce. Původní rameno začínalo v ohybu dnešního Pečnianského ramene, pak ve tvaru šikmého S teklo pod dnešní Hrobárskou ulici, pokračovalo Bratskou ulicí a železniční tratí až po Starohájskou ulici, následně v současném korytě poblíž Betliarské a pak dále na jih. Vytvářelo tak v dnešní Petržalce několik poloostrovů a ostrovů. Místní dali Chorvatskému ramenu lidový název "Kanál". Starší názvy jsou: Engerauer Arm, Carlburger Arm, Rusovecké rameno. Ve středověku bylo po Pečnianske rameno největším meandrem na pravé straně Dunaje. Zabíralo část prostoru dnešního sídliště a oddělovalo několik ostrovů od samotného Dunaje.

## Historie

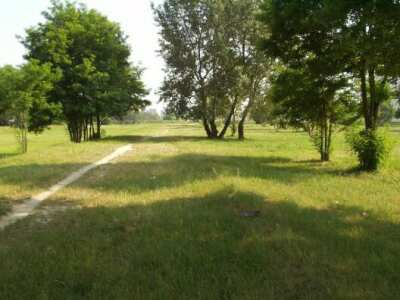
Okolí Chorvátského ramene na místě, kde dnes stoji Kaufland

V době mezi 16.–18. stoletím existovalo na pravém břehu Dunaje jedno dominantní, mohutné rameno, které patrně vzniklo již někdy kolem 15. století. Četné mapy a plány poříční nivy pocházejí ze 17. století. První použitelný zákres oblasti Petržalky, zobrazující Chorvátske rameno pochází z roku 1685. Přesně je zakreslena poloha jednotlivých ostrovů.
V roce 1753 byla délka ramene 5,8 kilometru a jeho šířka byla na několika profilech mezi 200–300 metry. Nejzávažnějším zásahem do přirozeného vodního režimu Chorvátského ramene bylo přehrazení jeho výtoků dva roky po velké povodni z roku 1771. Proudění vody se tak snížilo na minimum (průsak přes hráze), což vedlo k zrychlení usazování sedimentů. Koryto se začalo zmenšovat a dno zanášet. Po odstavení ramene v průběhu 19. století se postupně dokončoval proces jeho zanášení. Tvar se již neměnil, nicméně samo koryto bylo téměř vyschlé.
Výstavba sídliště Petržalka (od roku 1973) od zcela změnila sídlení strukturu staré Petržalky a dokonale odstranila původní charakter čtvrti, definovaný lužními lesy. Vybudováním pravobřežní hráze v letech 1950–1955 bylo Chorvátske rameno zcela odříznuto od řeky. Šířka břehů byla sjednocena a v úseku přibližně od dnešního náměstí Květnového povstání po Tematínskou ulici. rameno bylo přebagrováno a propojeno s polosuchým korytem severně od Krásnohorské ulice, kudy teklo v 18. století, a které v 19. století opustilo.
Původní projekt výstavby Chorvátského ramene zohledňoval pouze vodohospodářská funkce díla. Primární byla funkce protipovodňová. Rameno s čerpací stanicí mělo regulovat úroveň hladiny podzemní vody v zájmovém území. Vzhledem k tomu, že v době realizace stavby nebyla ještě zcela jasná koncepce odkanalizování území budoucí městské části Petržalka, rameno mělo být v případě potřeby i příjemcem pro dešťové vody. Po vybudování jednotného kanalizačního systému rameno tuto funkci nikdy nemuselo plnit. Úprava byla realizována ve formě umělého kanálu bez přítoků s prizmatickým tvarem koryta.

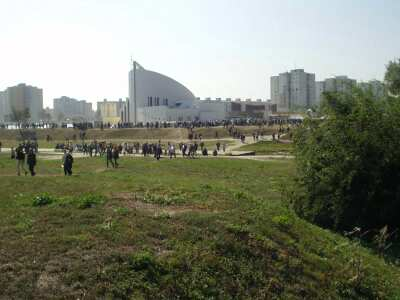
Chorvatské rameno v přemostění při katolickém kostele na Markově ulici

Chorvátske rameno představuje podle RÚSES pro Bratislavu regionální biokoridor. Nejzachovalejší část tvoří regionální biocentrum Chorvátske rameno - jih, na opačném konci je navrhované regionální biocentrum Chorvátske rameno - sever.
Biodiverzita ramene je dnes jistě výrazně nižší než v dobách, kdy se jednalo o přírodní tok. Přesto bylo v oblasti Chorvátského ramene zjištěných 12 druhů chráněných a ohrožených druhů rostlin jako např.: Butomus umbelatus L., Nymphaea alba L.. Z fauny bylo na této lokalitě identifikovaných 7 chráněných a ohrožených druhů živočichů 6, registrovaných v Červené knize. Jsou to především obojživelníci, 1 druh zastupuje ryby. Ještě v polovině tohoto století zde hojně zde žily např.. želvy, zřejmě druh Emys orbicularis. Dnes se zde již nevyskytují.[zdroj?]
V okolí Chorvatského ramene se plánuje vést nosný systém MHD v Petržalce a objevují se i záměry investorů území podél Chorvátského ramene zastavět – příkladem takového projektu je Petržalka City.

## Přírodní poměry

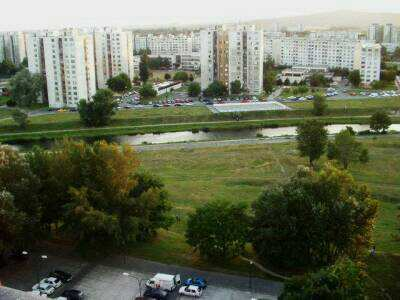
Chorvátske rameno ve střední části u Rovniakové ulici

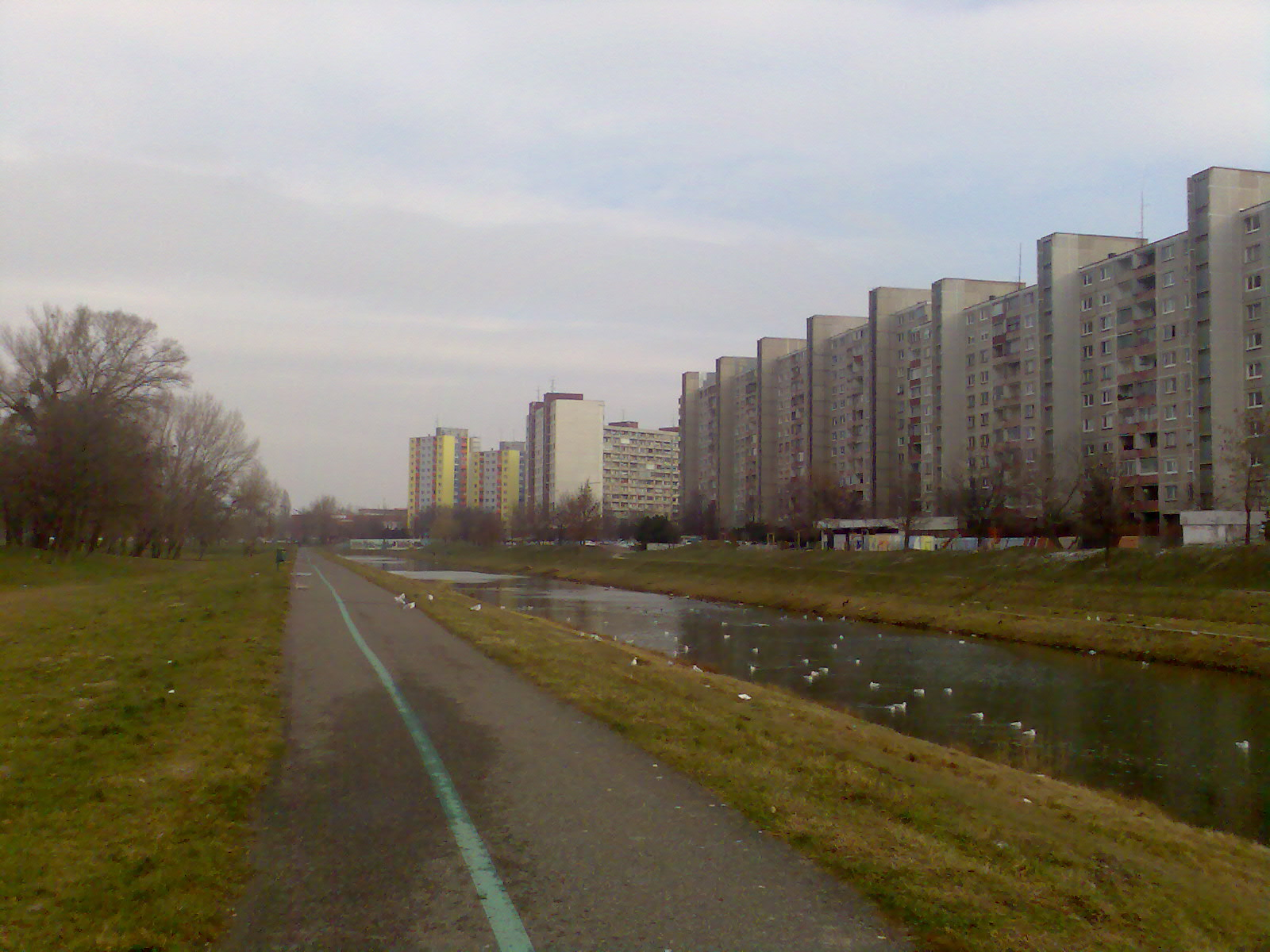
Chorvátske rameno

Vybudováním pravobřežní hráze v letech 1950–1955 bylo Chorvátske rameno zcela odříznuto od řeky Dunaje podzemní betonovou bariérou, umístěnou v hloubce do 12–16 metrů. Celá clona se nachází ve štěrku a její spodní část je do hloubky jednoho metru uložena v nepropustném jílovitém podloží. Morfologické stopy po Dunaji lze najít kromě Chorvatského ramene i v Pečnianském rameni a Jarovském rameni. Radikálním zásahem bylo zapuštění betonové zdi tři metry pod nepropustnou neogenní vrstvu. Těsné podloží je zabudované asi šest kilometrů od Starého mostu. Po přehrazení Dunaje na Gabčíkova došlo k situaci, kdy hladina spodní vody převyšuje hladinu kanálu.
Oficiální zpráva Slovenského hygienického ústavu z července 1993 (půl roku po dokončení Gabčíkova) uvádí[zdroj?], že v Chorvatskem rameni se nachází zooplankton, typický pro stojaté vody. Ze živočichů jsou uvedeni vodní šneci, vážky, pakomáři asi sedmnáct labutí bílých a třicet kaprů. Dále, žáby (skokan zelený) a různé druhy ryb. Rovněž se uvádí, že voda je poměrně čistá a břehy jsou jen minimálně znečištěné komunálním odpadem. Žije zde deset druhů obojživelníků, např.: ropuchy, skokani, rosničky, mlok tečkovaný, mlok dunajský. V korunách stromů přebývá ledňáček říční a dva druhy slavíků. Součástí Chorvátského ramena je i luh při dolní části a štěrkoviště. Dolní část je zachována v podobě lužního lesa: topoly, jasany, vrby, hloh, ostružina, rákos obecný, bledule letní. Poblíž štěrkoviska žijí volavky, kachny, sokolové, kalousové, sovy, vlhy, datlové, netopýři, užovky a slepýši. Nejen proto se objevily snahy ze strany místních odborníků i obyvatel, aby toto vzácné území bylo prohlášeno za chráněné.[zdroj?] Chorvátske rameno je využíváno rovněž i pro kanoistické a veslařské závody.
Úprava ramene byla realizována ve formě umělého kanálu bez přítoků, který je z větší části veden v původní trase s prizmatickým tvarem koryta. Průsakové vody zachycené ramenem, resp. sanitární průtok dodávaný tlakovým přívodem z Dunaje, měly být přečerpávány zpět do řeky u říčního kilometru 1862,7. Původně bylo rovněž zamýšleno napouštět Chorvátske rameno rychlostí 2 kubických metrů za sekundu.[zdroj?] Účelem této vodní dotace bylo zajištění přiměřené kvality vody. Na rameni se nacházejí tři vzdouvací objekty, které ho dělí na čtyři části. Hladina měla být udržována podle výšky hladiny v Dunaji. Pro každou část byly předepsány minimální a maximální výše hladiny.
Od výstavby Chorvátského ramene se na Dunaji nevyskytly takové vodní stavy, které dříve vedly k výrazným vzestupům hladiny podzemní vody v Petržalce. Z tohoto důvodu nemohla být ověřena jeho původně projektovaná drenážní funkce. Vlivem zahlubování Dunaje se snížily hladiny podzemní vody v oblasti natolik, že se v převážné části ramene voda téměř nevyskytovala. Souvislá vodní hladina se v rameni objevila až po naplnění zdrže Hrušov v průběhu roku 1993.
Vodní hladina v Chorvátském rameni je bez výraznějšího proudění. Hloubka vody po celé délce ramene zůstává různá a je vyhovující pouze v počátečním úseku ramene. Nízká hladina se vyskytuje na posledním úseku. Tato skutečnost vede zejména v letních měsících k přehřívání vody a negativním změnám v kyslíkovém režimu. Výměna vody je ve vyšších úsecích problematická a prakticky k ní nedochází.
Po zavodnění se v rameni změnily ekologické podmínky. Jižní část ramene plní v podstatě požadavky na funkčnost vodního biotopu. Funkčnost segmentu (stanoviště ramene) je představována jeho účinností při poskytování podmínek pro plnohodnotnou a dlouhodobou existenci biogeografických, ekologických i ochranářských významných druhových populací a společenství organismů v přirozené rozmanitosti během nejdůležitějších fází jejich životních cyklů (rozmnožování, získávání potravy). Segment ramene má v těchto místech i funkci vodivou (konektivita prostředí) ve vztahu k biotopem navazujícím na biotop Chorvátského ramene.

## Využití
Chorvátske rameno se v dnešní době využívá jako místo relaxace, sportu a rybářství. Po celé jeho délce vede cyklistická trasa, která se napojuje na Dunajskou cyklistickou cestu. V Chorvátském rameni a jeho okolí je jedinečný biotop[zdroj?], ve kterém žije mnoho druhů živočichů, jako například labutě, kachny a různé druhy ryb. Roste zde i velké množství druhů rostlin, například lekníny a různé křoviny.

## Chráněné území
Východní část Chorvátského ramene je chráněný areál v katastrálním území Petržalka v okrese Bratislava V v Bratislavském kraji. Území bylo vyhlášeno v roce 2003 a jeho rozloha je 9,85 hektaru. Předmětem ochrany je území s pestrými vývojovými stádii flory a fauny Chorvátského ramene, významného pro biodiverzitu vodního díla Gabčíkovo.